# 台灣共產黨
- 關於中國共產黨二戰後在台灣建立的組織，請見「中國共產黨台灣省工作委員會」。
- 關於其他用法，請見「台湾共产党 (消歧义)」。

台灣共產黨，简称台共，正式名稱為日本共產黨台灣民族支部，是台湾历史上的一个共产主义政党，存在时间为1928年4月15日至1931年9月。在共产国际指導下，台灣青年於1928年上海法租界成立该政党。根據共产国际對於各國支部「一國一黨」的組織原則規定，台共是隸屬於日本共產黨領導的「臺灣民族支部」。由於日共於1945年以前在日本屬於非法，台共在台灣日治時期也被台灣總督府視為非法政黨而加以取締。台灣共產黨是日治時期唯一明確提出台灣獨立、台灣革命主張的島內政治組織，而且成功結合台灣農民組合及台灣文化協會，影響了1920年代台灣社會運動的發展。1931年9月，台灣共產黨黨員遭大舉逮捕入獄，台灣共產黨運作轉為秘密進行。

## 組黨

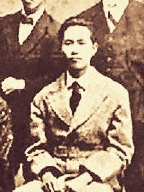
創黨成員林木順

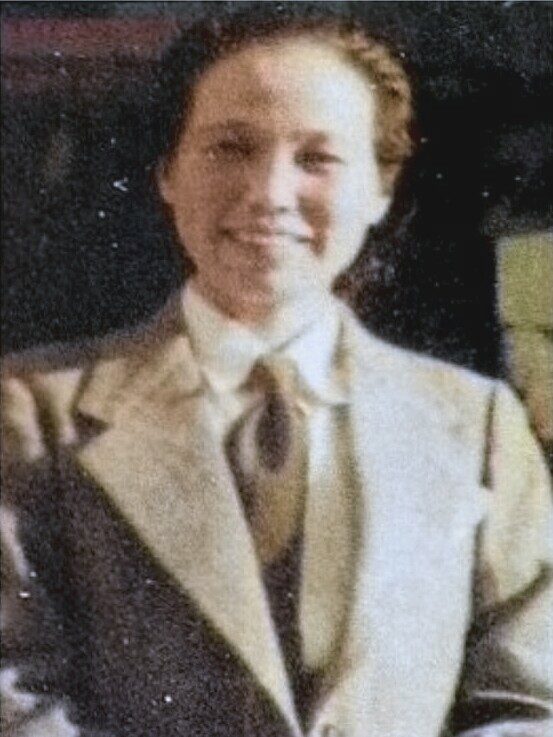
創黨成員謝雪紅

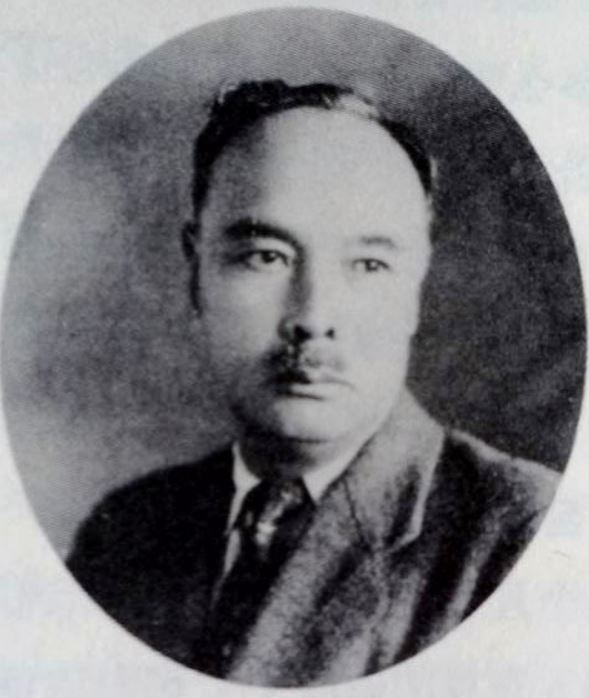
出席創黨大會的朝鮮代表呂運亨

台灣共產黨於1928年在上海法國租界成立，當時台灣為日本殖民地，依據第三國際「一國一黨」的規定，由日本共產黨（日共）進行指導，但1928年三一五事件发生后，日共重要領導人都遭到逮捕，改由中國共產黨（中共）代為指導。台共的正式名稱為「日本共產黨台灣民族支部」，組黨大會於4月15日召開，出席的人員有林木順、林日高、翁澤生、潘欽信、林來旺、張茂良、謝氏阿女（謝雪紅）及中共代表彭榮、朝鮮代表呂運亨。成立時頒佈的黨綱如下：
1. 打倒總督專制政治─打倒日本帝國主義
2. 台灣民族獨立
3. 建設台灣共和國
4. 廢除壓制工農的惡法
5. 七小時勞動 - 不勞動者不得食
6. 罷工、集會、結社、言論、出版自由
7. 土地歸於農民
8. 打倒封建殘存勢力
9. 制定失業保護法
10. 反對暴壓日、鮮無產階級的惡法
11. 擁護蘇維埃聯邦
12. 擁護中國革命
13. 反對新帝國主義戰爭

由上述黨綱第2點及第3點可以發現，中共當時支持台灣獨立以建設成一個新國家。這份黨綱的第9點主張，台灣一直到1999年修訂《勞動基準法》時才開始實施。
組黨後於1928年4月18日於翁澤生住宅召開第一次委員會，出席者有林木順、林日高、翁澤生與謝氏阿女，決定了如下的幹部名單：
1. 中央常任委員：林木順（22歲）、林日高（24歲）、蔡孝乾（20歲）
2. 書記長：林木順
3. 組織部：林木順
4. 農民運動部：洪（侯）朝宗
5. 青年運動部：莊春火
6. 宣傳鼓動部：蔡孝乾
7. 婦女部：林日高
8. 預定潛入島內者：林木順、林日高、潘欽信（21歲）、謝氏玉葉
9. 東京特別支部及日本共產黨連絡員：陳來旺（23歲）、謝氏阿女（27歲）
10. 上海駐在員及中國共產黨連絡員：翁澤生（25歲）

## 上海讀書會事件
1928年4月15日組黨大會後，林日高由上海經內地（日本）返回台灣，在這旅途中上海卻發生了讀書會事件，4月25日於上海法租界辣斐德路東昇里389號（林木順與謝雪紅同居住所）被日警查獲組黨的秘密文件，謝氏阿女（謝雪紅，台中）、張茂良（竹山）、楊金泉（台北）、林松水（南投）、劉守鴻（潮州）等五人被捕，林木順僥倖逃走。這件事不只對甫組黨的台共活動造成嚴重影響，而且還埋下了日後黨爭的種子。
林日高返回台灣後，5月15日於自宅會合莊春火、蔡孝乾、洪（侯）朝宗，將上海組黨的始末及各項綱領、方針文件等向其報告，之後討論對於上海讀書會事件的對策。5月19日相關人等再次於台北橋附近會合，交換有關讀書會事件的情報，與會人員認為，在上海黨的關係文件幾乎全被扣押，搜索有擴大的形勢，乃協議暫停一切黨的活動，且狀況緊迫時應各自採取適當行動自行逃避。後來雖然日警的搜查行動並未擴大，但是蔡孝乾、洪朝宗深怕遭受檢舉，匆匆逃至中國。
謝雪紅被捕後，因罪證不足，並未判刑，僅遣返台灣。此時原應留在台灣的黨員蔡孝乾、洪朝宗、潘欽信、謝氏玉葉都逃至中國，台共在台活動能量驟減。謝雪紅為重整台共，透過台灣文化協會、台灣農民組合聯絡上一些歸台的黨員，並著手實踐當初台共建黨時的決策。1928年11月，於台北御成町李國獻宅舉行第一次台共中央會議，出席者僅林日高與莊春火，會中達成如下決議：
1. 以日本共產黨的指令為基礎，謝雪紅擔任中央委員。
2. 開除上海讀書會事件後，因恐懼而放棄工作並逃亡中國的蔡孝乾、洪朝宗、潘欽信、謝氏玉葉。
3. 吸收楊克培、楊春松為黨員。
4. 林日高擔任書記兼組織部長，莊春火擔任勞動部長兼宣傳部長。其餘不屬上述二位的工作者，均由謝雪紅擔任。
5. 為掩護黨的活動，決定在台北開設國際書局。

被開除者謝玉葉是翁澤生之妻，這是翁澤生日後向謝雪紅奪權的導火線之一。

## 日共瓦解對台共的影響
根據第三國際的規定，一個國家成立一個共產黨。台灣當時為日本的殖民地，所以台共為日共的一個支部，正式名稱為「日本共產黨台灣民族支部」。台共於上海組黨後，原應負責與日共連絡的謝雪紅隨即被捕並被遣返台灣，於是僅由林來旺返回日本東京與日共聯絡。
1928年4月23日，林來旺返東京，發現在三一五大檢舉後，日共領袖雖有部份躲過逮捕但都在逃亡，林來旺幾經努力才終於與逃亡中的日共聯繫上，這段期間，林來旺也招收了兩個留學生林兌、林添進為黨員。8月，林木順潛至東京，主要目的在於建立台共與日共的聯繫。9月23日，林木順、陳來旺、林兌、林添進四人會合，決議成立「東京特別支部」的組織，由陳來旺為負責人，與日本共產黨及台灣共產黨島內機關相互連絡。10月中旬，林木順理應帶著日共的指令到台灣，但林木順認為回台太危險而前往上海，終其一生不曾再返台（林木順於1931年日警在上海對台灣左翼人士大搜捕後下落不明）。
1928年10月6日，日共領袖渡邊政之輔由上海經福州進入基隆港，欲帶共產國際東方局提供的資金與指令給台共，於港務人員臨檢時被發現；渡邊以手槍反擊後，自忖無法逃脫，自殺身亡（日共認為渡邊政之輔是被擊斃）。1929年4月16日，日共黨員間庭末吉遭警視廳檢舉時（史稱四一六事件），身上查獲黨員名簿，由此追查出陳來旺、林兌、林添進三人；此三人及大部份的日共重要幹部被移辦後，台共的東京特別支部被肅清，日共也已是風雨飄搖、自顧不暇，台共與日共的聯繫遂又告中斷。至此由謝雪紅領導的台共無法取得日共及共產國際的支援，只能依自己的判斷進行各項工作。
日共瓦解後，對台共發展的最大影響在於，中共透過掌握與共產國際的聯繫管道，逐漸將勢力伸入台共，雖然謝雪紅基於台灣民族自決的思想極力的阻止，但最後台共仍被中共所吸收，謝雪紅一派全被開除黨籍，台共也由民族革命走向階級革命。

## 主張與發展策略
台共組黨時的綱領是由林木順在日共的指導下完成，這份綱領除了共產主義必有的階級鬥爭主張外，也根據列寧主義學說，強調殖民地的民族革命在帝國主義時期的重要作用，強調「民族民主革命」，因而提出台灣民族的概念及台灣獨立的主張，並將民族革命置於階級革命之前。這裡節錄其中三段：
1. 台灣為日本帝國主義之殖民地，其本身尚殘存著頗多封建性遺留物。然而革命的主力係無產者農民，是故台灣革命的社會性內容為對社會革命具有豐富展望的民主主義革命，同時與日本共產黨合作顛覆日本帝國主義，使台灣獨立的偉大民族革命。
2. 建立左右兩翼的共同戰線，促進台灣總工會之組織，並以之作為產業別、地方別的組織，設置細胞置於黨的影響下。
3. 我們台灣現在的地位，因為是在日本帝國主義統治下的殖民地。我們必須認清，工人階級當前的主要任務是推翻日本帝國主義，完成民族革命，為最大多數的工農、小市民、貧民群眾建設革命政府，擁護中華蘇維埃在中國推動中國革命和跟進苏维埃向世界推動無產革命。[7]

在組黨時，參與組黨的成員有鑑於日警對共黨成員的大伺搜捕，提出「以文化協會、農民組合為中心，將積極份子糾合於文化協會，經一定時期後將文化協會改組為大眾黨」的發展策略。謝雪紅被遣送回台後所執行的，正是上述的主張與發展策略。所以，台共在謝雪紅的領導下，以文化協會及農民組合為掩護吸收成員，並擴大於上述兩個組織內的影響力，最後並成功奪取這兩個組織的領導權。

## 與農民組合結合
1928年5月，謝雪紅被遣送回台，一個養女竟可以自學識字，並遠赴莫斯科大學深造，這在當時是相當了不起的事，又因為她被遣送回台時，《台灣日日新聞》刊登了一則新聞：「在對岸（中國）逮捕一個『摩登女郎』，被押解回台了。」，所以許多人知道謝雪紅回來了。
當時農民組合正是最活躍的時候，會員數高達二萬四千人，是當時最大的社會運動團體，農民組合成長過程得利於日本勞動農民黨的幫忙，且在日本高壓統治，嚴格取締下，思想已左傾。6月，被釋放後謝雪紅回到台中，農民組合幹部簡吉、趙港、楊春松、楊克培等人相繼去拜訪她。日本警察沿革誌敘述，早在台共成立前農組已經在高壓取締下，引發強烈反彈時就已左傾。謝雪紅回台後，農組幹部主動與她連繫，此時日本勞動農民黨也因三一五大檢舉後被解散，農組在沒有外援下，希望得到台共的支援，以加強農組的思想建設，強化對日鬥爭策略，這也符合台共創黨時所立定的發展策略。9月底左右，在台中農民組合本部，農民組合幹部簡吉、陳德興、陳海、楊春松、楊克培等人討論農組是否進一步與台共整合，並直接發表聲明支援台共? 因農組當時已有分裂局勢，且第二次全島大會召開在即，簡吉不希望橫生枝節而作罷，即使如此，仍可看出短短幾個月，農組與台共間的關係就已非常密切。1928年12月25日，謝雪紅將林木順交由林兌轉送的「農民對策問題」轉達給農民組合領導者簡吉，指示他將農民組合發展為台共的外圍組織，12月30日，農民組合召開第二次全島大會，會議中公佈的議案與對策，即是依照「農民對策問題」的綱領進行的。
1929年2月12日，農曆年節慶期間，台中地方法院檢察局指揮全島的警察對台共及農民組合成員進行大搜捕 (史稱「二一二大檢舉」)，其真正目標其實是台共，因為台灣總督府深怕台共可能會透過農民組合在農村的深厚基礎，將農村發展為革命的武裝基地。此事件之後，農民組合主要成員多被捕監禁，農民組合也成了非法組織。成了非法組織後的農民組合，如總督府意料的嚇退了許多溫和的農民，會員人數大幅萎縮，但留下來成員立場更加激進。此時的農民組合幹部已有許多台共黨員，之前未加入的，也相繼加入台共，至於少數沒有加入的，則將他們排除在陣營外。終究接下來的活動是非法的，可以說是完全「潛行」於地下，要非常有決心和向心力才行。二一二大檢舉對農民組合來說，確實造成很大的傷害，但卻也使農組完全融入台共的體系裡。

## 奪取新文協領導權
台灣文化協會由林獻堂、蔣渭水於1921年10月17日在台北市大稻埕靜修女子學院召開成立大會後成立，是當時台灣最具影響力的台灣人團體，在文協壯大的過程中逐漸產生了左、右兩派的對立，1927年1月3日在台中公會堂舉行的臨時大會，左右兩派人馬正式對決，左派人馬勝出，連溫卿、王敏川成為新的領導人，右派人馬則退出文協另組臺灣民眾黨，文協第一次分裂。
新文協雖然都是由左派組成，但是在工人運動方面的思想也有岐異。連溫卿主張成立左翼工會「台灣總工會」以對抗民眾黨的右翼「工友總聯盟」; 王敏川則主張聯合左、右勢力組成「台灣勞動團體統一聯盟」。王敏川的思想符合林木順的發展策略，謝雪紅領導的台共便支持王敏川，於 1929/11 月舉行的新文協第三次全島代表大會將連溫卿除名! 這次的奪權行動由遠在上海的林木順發動，奪權成功後確實壯大了台共的勢力，對於「以農民組合及文化協會為掩護來發展台共勢力，並且要聯合各階級抗日力量達成台灣民族獨立」的策略確實又更向前推進，但是，如果由整體抗日行動來審視則有待商榷。
蘇新晚年撰文時認為：「文協本來就是台灣各階層的反日統一戰線的群眾組織，不是政黨，不應該用什麼馬克思主義、左翼社會民主主義、右翼社會民主主義來進行什麼『理論鬥爭』來分裂文協，企圖給文協穿上清一色的政治外衣。」或許這是相當中肯的檢討。

## 松山會議
台共成員很少，但活動力很強，1930年，黨內一些年輕黨員在台共的外圍組織已漸漸取得領導權，主要如下：
- 赤色工會組織運動：蘇新、蕭來福
- 農民組合：趙港、陳德興
- 文化協會：吳拱照、王萬得

這些人冀望有一個強有力的黨中央來領導，但是，這個一直無法聯繫上第三國際的黨中央其實沒什麼資源，相關人事安排得不到第三國際的認可，權威性也是不足，這些實際從事運動且各據一方的要角對島內黨中央逐漸產生不滿。於是謝雪紅派遣林日高赴上海，與第三國際或中共連絡，1930年4月16日林日高進入廈門，4月25日轉赴上海，5月10日始會晤到翁澤生。林日高在上海期間，翁澤生對他相當冷淡，每日無所事事，虛度一段時間後，某日，有一中共黨員告訴林日高：「近日將派人赴台，指令擬由其人傳達，可先行返台灣。」林於是於7月底回台向謝雪紅報告，之後，林因為原本即對黨的活動日漸倦怠，加上在上海的遭遇讓他更感失望，不久即以郵件寄送脫黨聲明給謝雪紅，而莊春火隨後也聲明脫黨。
兩位中央委員的脫黨讓黨內不滿情緒更加高漲，於是謝雪紅透過王萬得借得張寬裕位於台北州七星郡松山庄塔悠社的住宅，於10月27日至10月29日召開黨擴大中央委員會，史稱「松山會議」，這是台共重建後首次召開較具規模的會議。謝雪紅於會中舉出黨無法發展的原因為「官憲的彈壓，黨員的不活潑，中央機關的怠慢。」並於各外圍組織領導人報告後，針對黨未來的發展進行討論，這個討論的結果彰顯了謝雪紅與這些少壯派的發展路線的岐異，這岐異在松山會議後逐漸發酵，終至台共走向分裂。
雙方的岐異主要如下：
1. 1929年的全球經濟大恐慌讓黨內許多人認為革命形勢大好，應該採取積極作為，謝雪紅則認為在日警對左翼運動的極力打壓下，應該以合法掩護非法，對合法的組織採取滲透、影響，並進而取得領導權，謝雪紅的漸進式作法主要表現在取得農民組合及文協的領導權上。
2. 在工運的發展上雙方也有岐見，謝雪紅認為應該由個別產業工會先組織起來，再統合成一個統一的工會；王萬得等人則認為應先建立一個總工會，然後再扶植個別產業建立工會。這兩種不同發展策略最大不同點在於，前者是希望聯合不同勢力的人，後者則希望建立極左工會。

## 上大派奪權
台灣在日治時代的政治運動除了有左派、右派之分，台灣意識與中國意識的對立也隱然成形。台共內部也有這樣不同的國族認同，以謝雪紅為主的是台灣意識的代表人物，其影響可見於組黨時的黨綱及謝雪紅被遣送回台後極力抗拒中共勢力介入，努力尋求借由日共力量與第三國際聯繫的作為上。中國意識的代表人物首推翁澤生，當時台灣許多具強烈中國意識的人會將子女送往中國念書，翁澤生即是出生在這樣的家庭，在其短暫的人生中，花了不少時間努力在將台共與中共結合。 
向謝雪紅奪權的是上大派，其主要成員是到中國上海大學留學，並被中共吸收成為黨員的人為主，這些人許多是先加入中共後再加入台共，其中最重要的人物當屬翁澤生，原因在於他是中共當時領導人瞿秋白的得意門生，而且在台共與日共失去聯繫後，還掌握了台共與第三國際的連絡管道，更是向謝雪紅奪權的主導者。這次奪權的起源除了翁澤生本人的私怨外，也在於中共有計劃介入台共運作。這裡列出幾個向謝雪紅奪權的主要人物:
- 翁澤生（1903－1939）：1925年進入上海大學，1926年加入中共，1930年底任中共廣東巡視員，1933年在上海英國租界被捕，在獄中一直待到1939年因病重保外就醫，不久病逝台北。
- 潘欽信（1906－1951）：1924年入上海大學中學部並於就學期間加入中共，1951年病逝上海。
- 王萬得（1903－1985）：1927年加入中共，1928年轉籍台共，1929年返台，1931年7月被捕，入獄12年，228事件後逃亡中國。
- 陳德興（1906－卒年不詳）：1931年被捕，死於獄中。
- 蘇新（1907－1981）：1928年加入日共，三個月後將黨籍轉移到台共東京特別支部，1929年2月回台，1931年9月被捕入獄，判刑12年，228事件後前往香港後轉往北京。

島內台共的不和及日共的瓦解，提供了翁澤生絕佳的奪權契機，台共島內勢力是由謝雪紅重建，即使有許多極左派的黨員對她不滿，但要鬥垮她也沒那麼容易，翁利用他掌握了與第三國際溝通管道的職務之便，傳遞來自第三國際的指令影響台共決策、剝奪她領導的權威性。
林日高返台後，謝雪紅又派陳德興至上海向第三國際報告台灣的狀況，這報告當然也是透過翁澤生，翁在報告後傳述第三國際東方局的指示『最近東方局擬送指示至台灣，在這之前可先行返回台灣，將第三國際的意見傳達於一般黨員，使能進行積極活動，在活動過程中克服過去的謬誤，將黨導入布爾什維克的正道。東方局的指令到達後，應即行召開大會，依據第三國際的指示，確立政治方針，強化指導部。俟此等任務遂行一段落之後，將諸項調查資料以及更詳細的狀況加以彙整提出報告。』，陳德興返台前，翁澤生又告訴他「先將意旨傳達予謝氏阿女並慫恿黨的改革，倘阿女不表同意或持反對意見時，則向王萬得、趙港等報告，令他們準備黨的改革。」
陳德興返台後，是先與王萬得連絡還是先向謝雪紅報告，已無從考查。1930年12月20日陳德興將第三國際東方局的指令傳達予謝氏阿女，謝雪紅認為該指令係「對台灣情況無知者的妄論，令人無法肯定其為第三國際東方局的指令，恐係翁澤生等人分裂主義的陰謀。」而拒絕接受。王萬得則以這指令為依據，開始約集對謝不滿的黨員集會，秘密籌組反島內黨中央的同盟。
1930年12月27日於台北宮前町王萬得住宅召開協議會，與會的有蘇新（礦山工會組織負責人）、蕭來福（交通運輸工會組織負責人）、陳德興（農民組合），與會人員都同意改革，於是自1931年1月起又陸續召集趙港（農民組合）、莊守（南部地區負責人）、吳拱照、顏石吉共同商量。1931年1月27日在王萬得住宅召開黨改革運動討論會，會中批判謝雪紅為首的島內黨中央犯了「閉鎖主義」、「不動主義」，並成立「改革聯盟」，重新選舉蘇新、趙港、陳德興、蕭來福、王萬得為中央委員，台共正式分裂。
1931年4月潘欽信返台攜回翁澤生交付的第三國際指令，4月16日到台北會唔王萬得，4月20日召開第二次臨時會籌備委員會，決定由潘欽信依據第三國際東方局的意見擬定政治綱領草案，5月31日起召開第二次臨時大會為期三天，會中除將綱領草案交付全體黨員審議外，最重要的是同意接受中共指導及開除謝雪紅、楊克培、楊克煌、林木順等舊中央的黨員（改革同盟稱其為國際書局派），改革同盟奪得台共領導權，此時距離台共瓦解只剩幾個月時間了。

## 瓦解
在1929年台共重建時，日警就懷疑台灣島內有共產黨在活動，但因謝雪紅採取以合法掩護非法的方式，日警雖有懷疑卻無法掌握具體事證。上大派及蘇新等人在1929年經濟大恐慌後高估革命的形勢，認為應將台共的活動台面化，以擴大其影響力，準備迎接革命的到來。松山會議後，雙方歧見表面化，反謝雪紅一派即依自己的意志行事，活躍於各個組織中。在1931年5月31日第二次臨時大會上批謝雪紅的路線為閉鎖主義、不動主義，即是指這種合法掩護非法，一般大眾根本不知道有台共的存在。但是，公開化的活動使日警終於掌握了台共的活動。
1930年底陳德興返台，日警即密切的關注其行動，1931年3月24日警於台北市陳春木住所逮捕陳春木並搜得一些台共文書，陳德興於格鬥後逃走，但旋即於4月9日在高雄被捕。加上3月15日於林式鎔處所搜得的「致台灣共產主義者書」，日警對台共的活動有了大致的輪廓，開始展開大搜捕。6月26日逮捕謝雪紅、楊克培，7月15日在高雄逮捕劉守鴻，7月17日逮捕王萬得，7月底逮捕蕭來福，9月1日逮捕潘欽信及其同居黨員簡氏娥，9月13日在羅東逮捕蘇新，9月18日在嘉義逮捕莊守。至此，台共島內幹部多數被逮捕，台共活動僅能秘密運作。
在大搜捕中，日警共逮捕79名，被判刑的有49名，如下：
1. 謝氏阿女：13年
2. 潘欽信：15年
3. 翁澤生：13年
4. 林日高：5年
5. 蘇新：12年
6. 莊春火：7年
7. 劉守鴻：10年
8. 王萬得：12年
9. 趙港：12年
10. 陳德興：10年
11. 蕭來福：10年
12. 吳拱照：7年
13. 楊克煌：4年
14. 張朝基：3年
15. 林式鎔：2年
16. 王日榮：2年
17. 莊守：8年
18. 顏石吉：10年
19. 簡吉：10年
20. 楊克培：5年
21. 簡氏娥：5年
22. 津野助好：2年
23. 朱阿輝：2年
24. 侯朝宗：3年
25. 詹以昌：7年
26. 張茂良：7年
27. 盧新發：4年
28. 郭德金：4年
29. 張道福：3年
30. 林殿烈：2年
31. 林朝宗：2年
32. 吉松喜清：4年
33. 宗本新太郎：2年
34. 周坤棋：2年
35. 高甘露：3年
36. 吳錦清：2年
37. 林梁材：2年
38. 廖瑞發：2年
39. 施茂松：2年
40. 陳朝陽：2年
41. 張欄梅：2年
42. 陳義農：2年
43. 林文評：2年
44. 翁由：2年
45. 詹木枝：2年
46. 陳振聲：2年
47. 李媽喜：2年

## 國民政府時代
1931年6月，日本開始大舉逮捕台灣共產黨黨員。在主要幹部陸續被捕的情況下，台共被迫低調運作；而最後一位領導幹部蘇新於1931年9月遭逮捕後，台灣共產黨就此完全轉為秘密活動。
台灣共產黨覆滅十幾年後，日本於1945年第二次世界大戰戰敗撤出台灣，中華民國國民政府派遣陳儀為代表來台受降並在台北中山堂宣布國民政府正式接管臺灣，日治時期結束。
舊台共成員謝雪紅出獄後重新參與政治活動（謝雪紅沒有加入省工委），於戰後的1945年創立台灣人民協會，欲延續舊台共在日治時期的理念路線，並於1947年二二八事件時組織二七部隊在台灣中部與嘉義民兵聯手對抗國軍。
在二二八事件被鎮壓後，舊台共黨員和二七部隊成員相繼被捕入獄和被剿滅，謝雪紅與主要舊台共成員赴香港並於1947年11月在香港成立「台灣民主自治同盟」，簡稱台盟。謝雪紅在1948年在第二次國共內戰尾聲時進入中國大陸。1949年，謝雪紅在中國人民政治協商會議第一屆全體會議上發言，歷任中國婦女聯合會副主席、人大代表、政協委員會等職，並也是中華人民共和国建國初期對台政治的主要發言人。

## 相關研究書目
- 臺灣總督府警察沿革誌第二篇 - 領台以後的治安狀況(中卷)
- 蕭友山，1946，《台灣解放運動の回顧》。台北：三民書局。
- Hsiao, Frank S., and Lawrence Sullivan. 1983. A Political History of the Taiwanese Communist Party. Journal of Asian Studies 42, no. 2: 269-89.
- 裴可權，1986，《台共叛亂及覆亡經過記實》。台北：台灣商務印書館。
- 外務省記錄，1989，《日本共產黨關係雜件·台灣共產黨關係》（縮影資料）。東京都：外務省外交史料館。
- 盧修一，1990，《日據時代台灣共產黨史》。台北：前衛出版社。
- 陳芳明，1991，《謝雪紅評傳：落土不凋的雨夜花》。台北：前衛出版社。
- 李純青/著，1993，《台灣論：一個台灣共產黨人的知性與鄉愁》。台北市：人間出版社。
- 蘇新，1993a，《未歸的台共鬥魂：蘇新自傳與文集》，藍博洲編。台北：時報文化。
- 蘇新，1994，《永遠的望鄉：蘇新文集補遺》，藍博洲編。台北：時報文化。
- 簡炯仁，1997，《台灣共產主義運動史》。台北：前衛出版社。
- 楊克煌筆錄，1997，《我的半生記，謝雪紅口述》。台北：楊翠華發行出版。
- 陳芳明，1998b，《殖民地台灣：左翼政治運動史論》。台北：麥田出版。
- 黃師樵，1999，《台灣共產黨秘史》。台北：海峽學術出版社。
- 若林正丈/著，2001，《台灣抗日運動史研究》。東京：研文出版。
- 王玉，2002，《台灣抗日運動的左翼：從「上海綱領」看台灣共產黨的建黨本質》。《逢甲人文社會學報》 4：211-32。
- Belogurova, Anna（白安娜），2003，The Taiwanese Communist Party and the Comintern (1928－1931)。國立政治大學外交研究所碩士論文。
- 楊克煌遺稿，2005，《我的回憶》。台北：楊翠華發行出版。
- 張嘉元、林思慧/執行編輯，2005，《臺灣共產黨 : 1917-1947》。台北市：少年台灣雜誌出版。
- 何池/著，2008，《民主革命時期中國共產黨指導台灣革命研究》。台北市：海峽出版社。
- 郭杰、白安娜/著，李隨安、陳進盛/譯，2010，《臺灣共產主義運動與共產國際(1924-1932)研究.檔案》。臺北市:中央研究院臺灣史研究所。
- 許雪姬、詹素娟、鍾淑敏等人/編，2010，《向左-轉!:臺灣農民組合與臺灣共產運動檔案特展》。臺北市:中央研究院臺灣史研究所。
- 林炳炎，2013，《林木順與臺灣共產黨的創立》。台北：三民書局。

## 外部連結
- 维基文库中的相關文獻：三字集